# Abeille russe

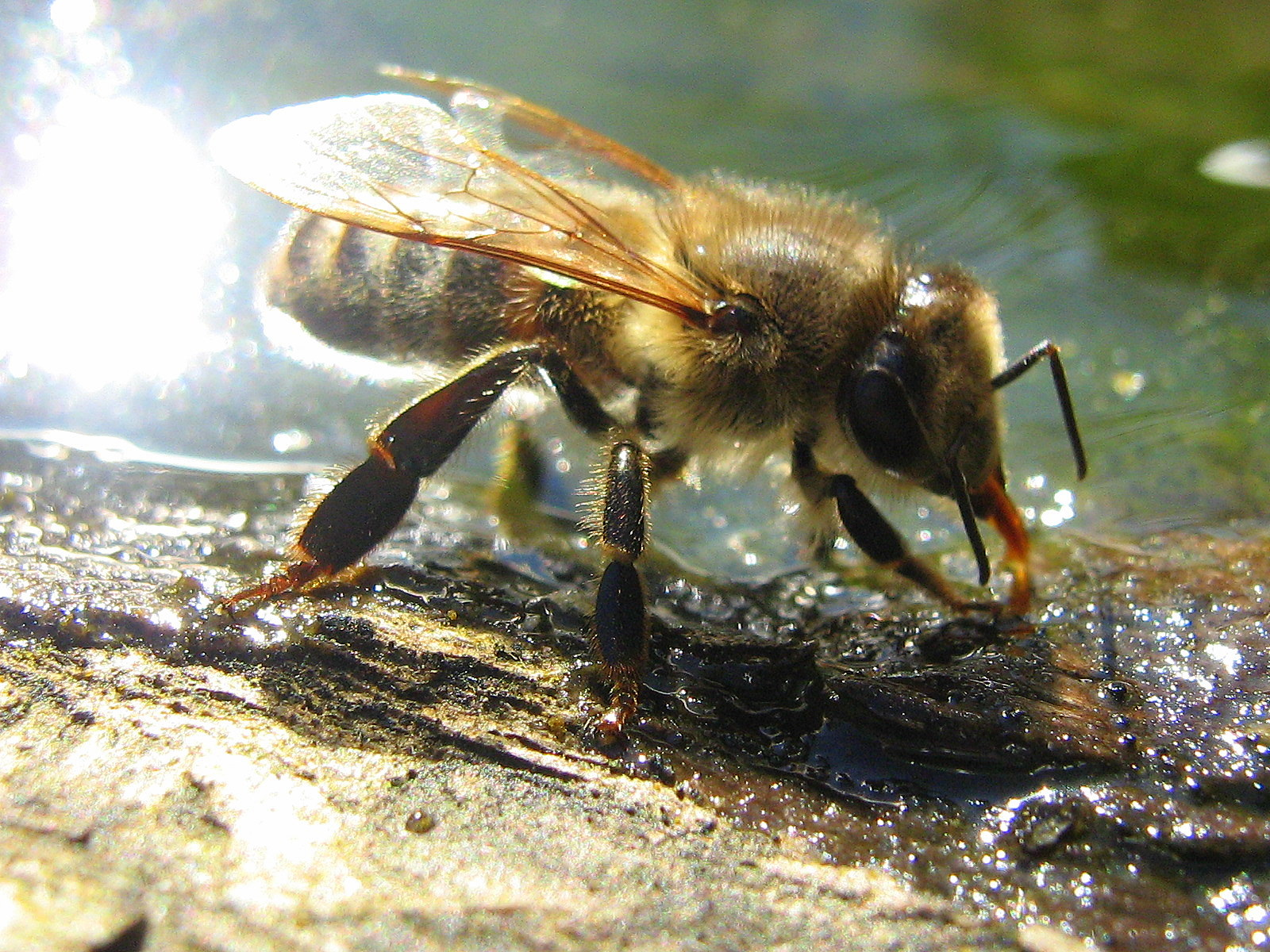
Ouvrière

L'abeille russe est une race d'abeille domestique du kraï du Primorie, une région de l'Extrême-Orient russe, appartient à la même espèce que l'abeille européenne occidentale (Apis mellifera).
L'abeille russe a développé des traits particuliers de résistance, à la suite d'une sélection particulièrement sévère. Ces abeilles ont vécu pendant plus de 150 ans dans une région qui est un foyer de Varroa destructor et d'Acarapis woodi.
En 1997, l'USDA's Honeybe Breeding, Genetics & Physiology Laboratory de Bâton-Rouge (Louisiane) a importé des abeilles russes en Amérique du Nord.
L'abeille russe exhibe des ressemblances avec l'abeille carniolienne. Elle utilise moins de propolis, en comparaison avec l'abeille italienne. Elle n'est pas particulièrement prompte à piquer.
Ces abeilles témoignent d'une résistance étonnante aux rigueurs hivernales. Par ailleurs, elles construisent facilement des cellules royales, et donc témoignent d'une plus grande tendance à essaimer.